# Timo Kümmel
Timo Kümmel (* 5. Juni 1980 in Fulda) ist ein deutscher Illustrator und Künstler. Seine Bilder und Arbeiten sind primär der Phantastik zuzuordnen.

## Biographie
Timo Kümmel wuchs in Weyhers (Ebersburg) auf. Von 1999 bis 2001 besuchte er die Fachoberschule Gestaltung an der Ferdinand-Braun-Schule in Fulda. An der Berufsfachschule für Holzbildhauer in Bischofsheim an der Rhön absolvierte er im Anschluss bis 2004 eine Ausbildung zum Holzbildhauergesellen. Ab 2005 studierte er vier Semester Freie Malerei und Graphik an der Staatlichen Akademie der Bildenden Künste in Karlsruhe bei Elke Krystufek, Thomas Zipp und Corinne Wasmuht.
Seit 2008 ist er als freiberuflicher Künstler in Berlin tätig und arbeitete unter anderem für die Verlage Bastei Lübbe, Piper, Atlantis, Fabylon, Basilisk, Torsten Low, Papierverzierer, Aufbau, Ullstein, Amrûn, Rowohlt, Zoch und Thienemann-Esslinger.
2011 wurde er für sein Titelbild zu Dirk van den Booms Roman Kaiserkrieger: Die Ankunft mit dem Kurd Laßwitz Preis ausgezeichnet, den er 2015 für sein Titelbild zu Dirk van den Booms Roman Kaiserkrieger: Aufgehende Sonne erneut gewann.
2017 wurde sein Titelbild zu Torsten Scheibs Roman Götterschlacht mit dem Vincent Preis ausgezeichnet.

## Veröffentlichungen
Bildbände
- Vorsehung. Atlantis Verlag, 2017, ISBN 978-3-86402-562-4.

Titelbilder
- Dirk van den Boom: Kaiserkrieger: Die Ankunft. Atlantis Verlag, 2010, ISBN 978-3-941258-28-0.
- Oliver Henkel: Im Jahre Ragnarök, Atlantis Verlag, 2009, ISBN 978-3-941258-05-1.
- Oliver Henkel: Die Fahrt des Leviathan. Atlantis Verlag, 2012, ISBN 978-3-941258-26-6.
- Rainer Löffler: Blutsommer. Rowohlt Verlag, 2012, ISBN 978-3-499-25727-8.
- John Norman: Die Chroniken von Gor 10: Die Tahari. Basilisk Verlag, 2013, ISBN 978-3-935706-79-7.
- Dirk van den Boom: Kaiserkrieger: Aufgehende Sonne. Atlantis Verlag, 2014, ISBN 978-3-86402-109-1.
- Ann-Kathrin Karschnick: Phoenix: Tochter der Asche. Papierverzierer Verlag, 2014, ISBN 978-3-944544-50-2.
- Christian Endres: Sherlock Holmes und die tanzenden Drachen. Atlantis Verlag, 2015, ISBN 978-3-86402-220-3.
- Bernd Perplies, Christian Humberg: Die Wächter von Aquaterra. Thienemann Verlag, 2017, ISBN 978-3-522-18452-6.
- Torsten Scheib: Götterschlacht. Amrûn Verlag, 2017, ISBN 978-3-95869-562-7.
- Moe Teratos: Leiser Tod. Independently published, 2017, ISBN 978-1-9732-3721-1.
- Hans Dieter Klein: Phainomenon. Atlantis Verlag, 2018, ISBN 978-3-86402-571-6.

Innenillustrationen
- David Falk: Die letzte Schlacht. Piper Verlag, 2016, ISBN 978-3-492-28073-0.
- Robert Corvus: Die Schwertfeuer-Saga: Weisses Gold. Piper Verlag, 2017, ISBN 978-3-492-28076-1.
- Markus Heitz: Ulldart: Die komplette Saga 3. Piper Verlag, 2018, ISBN 978-3-492-28133-1.

Titelbilder und Innenillustrationen
- Nicole Rensmann: Niemand – Mehr! Fabylon Verlag, 2016, ISBN 978-3-927071-97-1.

## Auszeichnungen
- 2011: Kurd Laßwitz Preis – Beste Graphik zur SF[1]
- 2015: Kurd Laßwitz Preis – Beste Graphik zur SF[2]
- 2017: Vincent Preis – Beste Horror-Graphik[3]